# Sas de Moldavie
Sas (Saxon de Transylvanie) fut le prince de Moldavie entre 1354 et 1358, et était vassal du roi de Hongrie Louis I. Le marquis Sas était de jure l'un des derniers représentants de l'élite politique des roumains contemporains auprès de l'Universitas Valachorum (également appelée congrégation), car sa dernière mention remonte à mai 1355, lorsque la congrégation générale des États de Transylvanie a été convoqué à Turda. Cet événement politique a lieu la deuxième année de son règne.
Il succéda à son père, Dragoș, et son fils Bâlc lui succéda à son tour.